# Kloster St. Margarethen

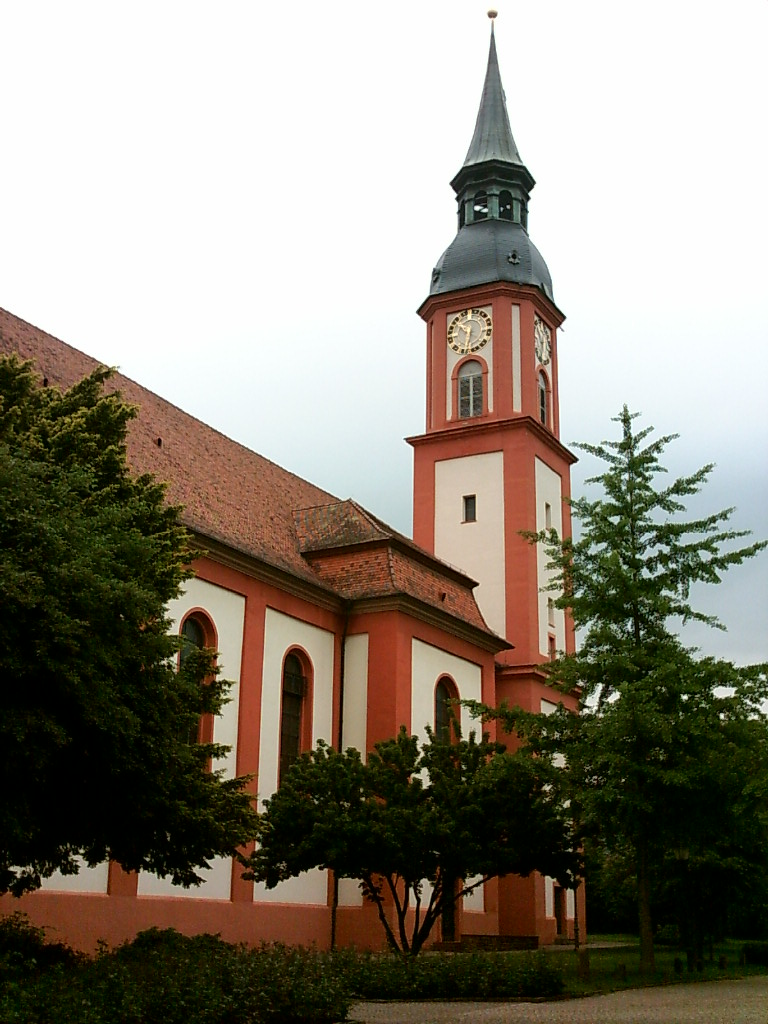
Waldkirch: Stiftskirche St. Margarethen

Das Kloster St. Margarethen war ein adeliges Frauenkloster in Waldkirch, welches 994 in ein Benediktinerinnenkloster und ab 1431 in ein Kollegiatstift umgewandelt wurde. Das Patrozinium leitet sich her von Margareta von Antiochia.

## Geschichte
Gegründet wurde das adelige Frauenkloster St. Margarethen zwischen 918 und 926, als sich das gesamte Elztal unter der Herrschaft der Alemannenherzöge Burkhardt und dessen Sohn Burkhard II. befand.
Im Jahr 926 stiftete Herzog Burkhard II. zusammen mit seiner Frau Regelinda das adelige Frauenkloster St. Margarethen zu Waldkirch. Er schenkte dem Kloster das ganze Tal mit allen Bewohnern, Tälern und Gewässern sowie einigen Rechten, wie Jagd- und Fischereirecht.
Im Jahr 994 wurde das Kloster vom späteren Kaiser Otto III. zum Reichskloster erhoben, nachdem er es durch Erbschaft von Burkhard III. und Hadwig erhalten hatte. Mit der Erhebung waren größere Schenkungen und zahlreiche Privilegien (freie Äbtissinnenwahl, freie Vogtswahl) verbunden. 
In einer päpstlichen Bulle vom 5. August 1178 bestätigte Papst Alexander III. dem Waldkircher Kloster weitreichenden Grundbesitz in der Umgebung des Elztals, so in Waldkirch, Bleibach, Ober- und Niederwinden, Simonswald, Elzach, Prechtal und Denzlingen. Vögte des Klosters waren die Herren von Schwarzenberg.
Als das Kloster 1430 verwaiste, übernahmen auf Wunsch Hans Werner von Schwarzenbergs weltpriesterliche Chorherren das Kloster. Die drei bisher selbständigen Kirchen St. Peter, St. Martin und St. Walburga wurden inkorporiert. 1486 bis 1490 lebte der Historiker Heinrich von Gundelfingen im Kloster.
Im Jahr 1803 wurde das Stift im Zuge der Säkularisation aufgehoben. Aus diesem Grund liegt die Bau- und Erhaltungspflicht für die ehemalige Kloster- und heutige Pfarrkirche beim Land Baden-Württemberg als Nachfolger des Großherzogtums Baden.

## Stiftskirche St. Margarethen

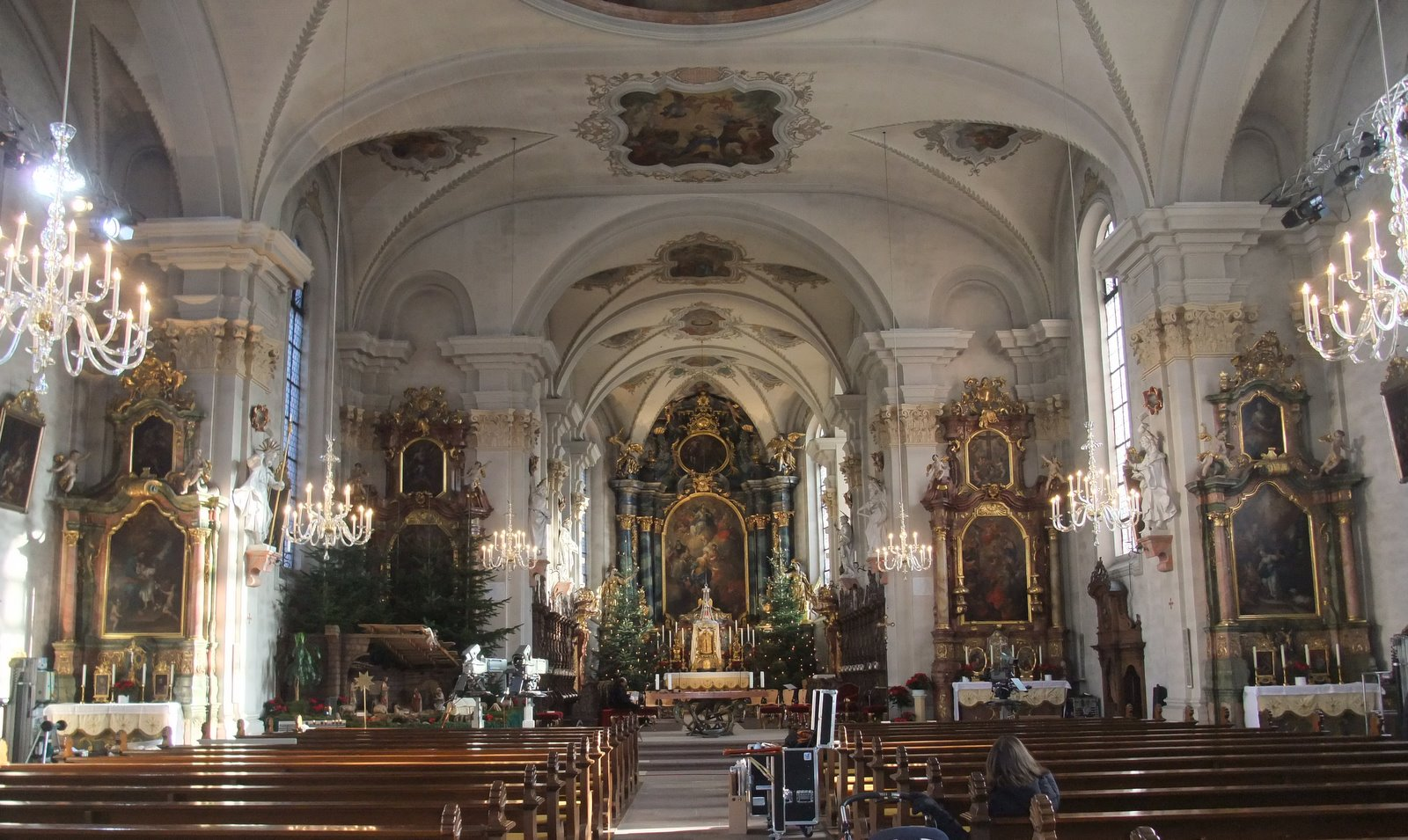
Inneres der Stiftskirche

Die prachtvolle Stiftskirche wurde als Ersatz für ein romanisches, baufällig gewordenes Münster nach dem Vorarlberger Münsterschema von Peter Thumb als barocke Saalkirche in den Jahren 1732–1734 erbaut und am 22. Oktober 1738 durch den Konstanzer Weihbischof von Sirgenstein geweiht. Der Hochaltar und die Deckengemälde aus dem Leben der Heiligen Margarethe wurden von dem Maler Franz Bernhard Altenburger geschaffen. Weiter enthält die Kirche unter anderem Werke des Bildhauers Johann Michael Winterhalder (unter anderem die Margarethenstatue an der Fassade) und des Malers Johann Josef Christian.

### Orgel
Im Jahr 1869 erhielt die Kirche eine Orgel des Orgelbauers Eberhard Friedrich Walcker. Sie gehört zu den am besten erhaltenen Orgeln des großen Orgelbauers der Romantik. Sie wurde im Jahr 1998 durch die Freiburger Orgelbauwerkstatt Hartwig und Tilmann Späth restauriert und auf den Originalzustand zurückgeführt. Im Jahr 2004 erhielt das Werk einen Magazinbalg anstelle des Schwimmerbalgs von 1973. Im Chorraum befindet sich seit 2013 eine Truhenorgel des Waldkircher Orgelbauers Wolfram Stützle.
Die Disposition lautet:
| I. Manual C–f3 |           |
| Bourdon        | 16′       |
| Principal      | 8′        |
| Viola di Gamba | 8′        |
| Gedeckt        | 8′        |
| Hohlflöte      | 8′        |
| Gemshorn       | 8′        |
| Dolce          | 8′        |
| Octav          | 4'        |
| Rohrflöte      | 4'        |
| Super-Octav    | 2′        |
| Mixtur         | 4f. 22/3′ |
| Cornett        | 5f. (8′)  |
| Trompete       | 8′        |

| II. Manual C–f3  |    |
| Prinzipal        | 8′ |
| Lieblich Gedeckt | 8' |
| Salicional       | 8' |
| Dolce            | 4′ |
| Traversflöte     | 4′ |
| Gemshorn         | 4′ |
| Clarinett        | 8' |

| Pedal C–d1                                                                  |     |
| Violon-Bass                                                                 | 16' |
| Subbass                                                                     | 16′ |
| Violoncello                                                                 | 8′  |
| Octav-Bass                                                                  | 8′  |
| Gedeckt-Bass                                                                | 8′  |
| Posaunen-Bass                                                               | 16′ |

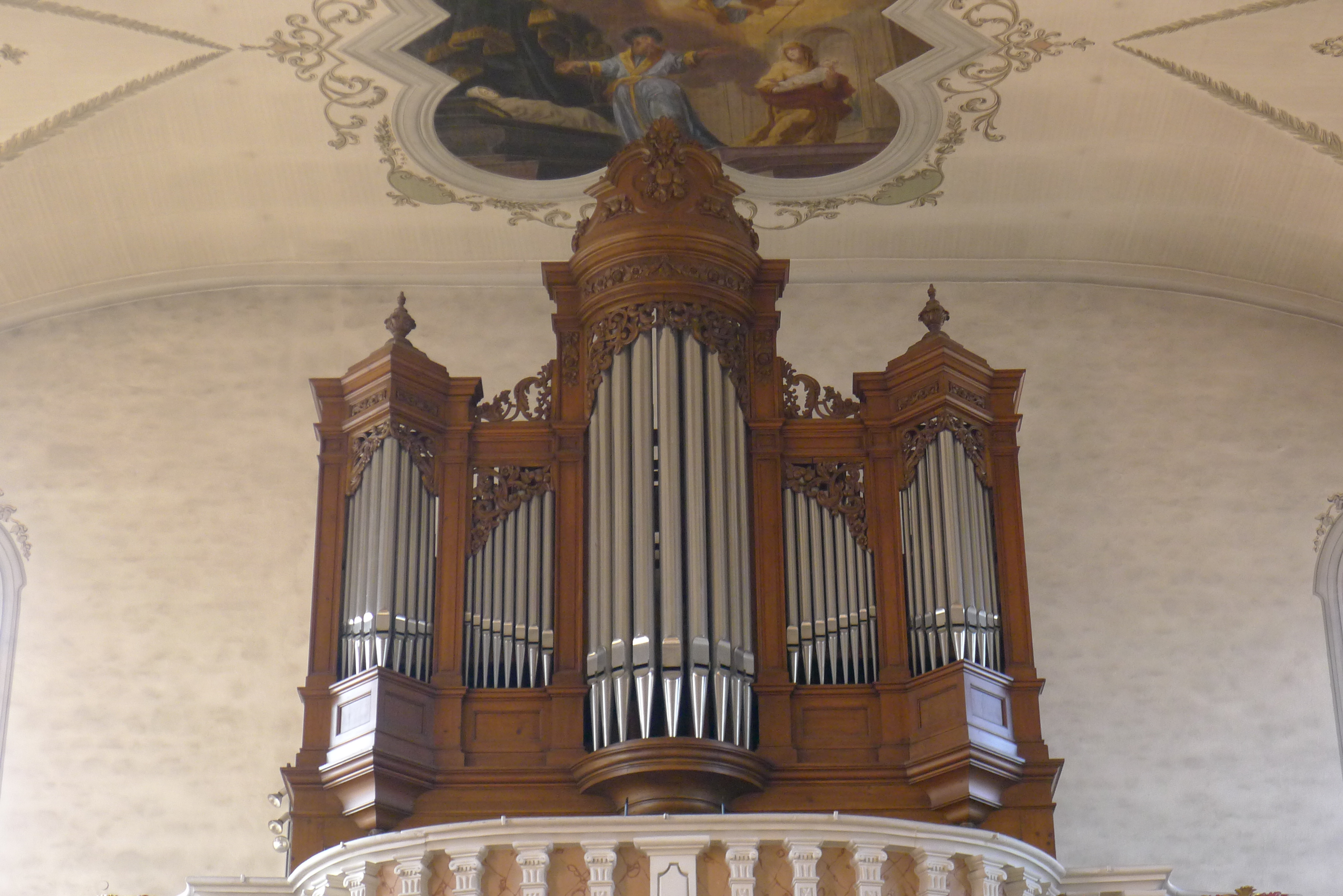
Orgel

| - Koppeln: II/I, I/P - Spiel- und Registertraktur mechanisch mit Kegelladen |     |

### Glocken
St. Margarethen hat ein bemerkenswertes Geläut aus neun Glocken. 2003 wurden zwei 1956 von F. W. Schilling gegossene Glocken (geweiht Maria und Papst Pius X.) durch zwei bis dahin in Kapellen ausgelagerte Glocken von I. J. Thouvenel ausgetauscht. Seitdem werden in dem Geläut sechs historische Glocken durch noch drei Glocken aus dem 20. Jahrhundert ergänzt. Das Geläut erklingt „aufgrund der ungewöhnlichen und einzigartigen Tonfolge von besonderem Reiz“. Die kleinste Glocke (Josefsglocke), wird auch Scheidglocke genannt, weil sie nach Ableben eines Gemeindemitglieds geläutet wird. Sie hängt in der Turmlaterne, die anderen Glocken hängen im barocken Glockenstuhl.
Der Turm zeigt auf allen vier Seiten Uhrenzifferblätter. Das Uhrschlagwerk übernehmen die Glocke 1 zur vollen Stunde und die Glocken 3, 5, 6 und 7 zur Viertelstunde.
| Glocke | Gussjahr | Gießer, Gussort                           | Durchmesser | Masse     | Schlagton (HT-1⁄16) | Name                        |
| ------ | -------- | ----------------------------------------- | ----------- | --------- | ------------------- | --------------------------- |
| 1      | 1517     | Jörg II. (= Georg Guntheim) von Straßburg | 1659 mm     | 3100 kg   | cis1 −5             | Osanna                      |
| 2      | 1769     | Matthäus Edel II., Straßburg              | 1396 mm     | 1550 kg   | cis1 +3             | Marienglocke                |
| 3      | 1956     | Friedrich Wilhelm Schilling, Heidelberg   | 1347 mm     | 1683 kg   | e1 −4               | Angelusglocke               |
| 4      | 1956     | Friedrich Wilhelm Schilling, Heidelberg   | 1192 mm     | 1160 kg   | fis1 −4             | Nepomukglocke               |
| 5      | 1956     | Friedrich Wilhelm Schilling, Heidelberg   | 1042 mm     | 0754 kg   | gis1 −4             | Annaglocke                  |
| 6      | 1698     | Ignaz Joseph Thouvenel, Outremécourt      | 0838 mm     | 0350 kg   | h1 −6               | Marienglocke                |
| 7      | 1698     | Ignaz Joseph Thouvenel, Outremécourt      | 0755 mm     | 0270 kg a | cis2 −14            | Annaglocke                  |
| 8      | 1698     | Ignaz Joseph Thouvenel, Outremécourt      | 0677 mm     | 0190 kg   | dis2 −13            | Peter- (und Paul)glocke     |
| 9      | 1698     | Ignaz Joseph Thouvenel, Outremécourt      | 0435 mm     | 045 kg    | h2 −8               | Josefsglocke (Scheidglocke) |

## Propsteigebäude
Das in den Jahren 1753 bis 1755 nach Plänen des Villinger Architekten Ludwig Oswald errichtete dreigeschossigen Propsteigebäude ziert im Mittelgiebel eine Margarethenstatue des Bildhauers Josef Anton Hops, der ebenfalls aus Villingen stammte. Die Stuckdecken wurden von Franz Anton Vogel aus Freiburg im Breisgau gestaltet.
Ab 1815 bis 1873 wurde der Bau von den Gebrüdern Kapferer als Baumwollweberei genutzt, danach diente er einige Zeit als Hotel. Zu den Gästen gehörte unter anderem im Jahr 1880 die kaiserliche Familie. Zwischen 1891 und 1977 beherbergte das Gebäude verschiedene Schulen. Danach wurde es restauriert und 1985 dort das Elztalmuseum eröffnet.

## Äbtissinnen des Klosters
| - Gisela (926–950), Tochter der Stifterin Reginlinde - Judenta (1138) - Bertha (1217) - Willebirgis (1223) - Junta (1264) - Suffie oder Sophia (1294) | - Katharina von Stoffeln (1324) - Anna von Schwarzenberg (1356) - Anna von Sulz (1380) - Anastasia, Pfalzgräfin von Tübingen (1397) - Margareth von Schwarzenberg (1413) - Agathe von Üsenberg (1428) |

## Pröpste des Chorherrenstiftes
| - Ladislaus Blassenberg (1437) - Johann von Krotzingen (1449) - Jorge von Landeck (1473) - Balthasar Merklin (1508), später Bischof von Hildesheim und Konstanz - Andreas Stürzel († 1537) - Jörg Köck oder Keck (1540), Dr. theol. - Fridericus Nausea von Weisenfeld (?) - Christoph Wertmein (?) - Adrian Manz (1563), stud. Theol. - Gregor Hädler (1583) - Matheus Zimmermann (1603) | - Johannes Eisenmanger (1626) - Georgius Laumer (1636) - Michael Diel († 1651) - Georg Alban Meyer (1667) Dr. theol., Kapitular und Domherr von Basel - Christian Mack (1684–1708) - Hartmann Antonius Benz (1708–1726) - Franziskus Josephus Egermeyer (1726–1737) - Franziskus Christian Frick (1737–1753) - Franziskus Josephus Merklin (1753–1769) - Franziskus Josephus Byrsner (1769–1809) - Carl Johann Nepomuk von Hauser († 1836 als Domherr in Freiburg) |